# Rasappa

Podział administracyjny imperium asyryjskiego w czasach króla Aszurbanipala z zaznaczoną lokalizacją prowincji Rasappa

Rasappa, Rusapu – starożytne miasto i kraina leżące na wschód od rzeki Chabur i południe od gór Dżebel Sindżar, znane ze źródeł asyryjskich (jako Raṣappa) i babilońskich (jako Ruṣāpu) z I tys. p.n.e. Dokładna lokalizacja miasta wciąż pozostaje nieznana, jako że jego identyfikacja z rzymskim/bizantyńskim miastem Resafa, leżącym na zachód od Eufratu, jest obecnie przez uczonych odrzucana.
Po raz pierwszy Rasappa pojawia się w źródłach asyryjskich z czasów panowania Salmanasara III (859-824 p.n.e.), który jako nową prowincję przyłączył ją do państwa asyryjskiego. Później wymieniana jest ona wśród miast i krain powierzonych przez króla Adad-nirari III (810-782 p.n.e.) w zarządzanie jednemu z jego dostojników, Nergal-eriszowi, noszącemu tytuł gubernatora Rasappy. Jednym z kolejnych gubernatorów Rasappy był Sin-szallimanni, o którym wiadomo, iż zebrał swe wojska aby odeprzeć najazd 2000 koczowniczych Aramejczyków, ale ogarnięty strachem na ich widok w pośpiechu się wycofał. Najeźdźców pokonał dopiero Ninurta-kudurri-usur, gubernator Suhu. W 611 r. p.n.e. wojska babilońskiego króla Nabopolassara maszerujące na Nasibinę zdobyły i splądrowały po drodze Rasappę. Późniejsze babilońskie i perskie dokumenty wspominają jeszcze o stadach zwierząt wypasanych w regionie Rasappy (Rusapu).
Asyryjscy gubernatorzy Rasappy znani z asyryjskich list i kronik eponimów:
- Ninurta-kibsi-usur(?) – pełnił urząd limmu w 838 r. p.n.e., za rządów króla Salmanasara III (858-824 p.n.e.)[4][5];
- Nergal-erisz – pełnił urząd limmu w 803 r. p.n.e., za rządów króla Adad-nirari III (810-783 p.n.e.), i w 775 r. p.n.e., za rządów króla Salmanasara IV (782-773 p.n.e.)[4][5];
- Sin-szallimanni – pełnił urząd limmu w 747 r. p.n.e., za rządów króla Aszur-nirari V (754-745 p.n.e.)[4][5];
- Bel-emuranni – pełnił urząd limmu w 737 r. p.n.e., za rządów króla Tiglat-Pilesera III (844-827 p.n.e.)[4][5];
- Zeru-ibni – pełnił urząd limmu w 718 r. p.n.e., za rządów króla Sargona II (722-705 p.n.e.)[4];
- Tab-szar-Sin – pełnił urząd limmu w 662 r. p.n.e., za rządów króla Aszurbanipala (668-627? p.n.e.)[4].